# Darkoti
Darkoti var ett mycket litet furstendöme i norra Indien, beläget i nuvarande delstaten Himachal Pradesh.

## Regenter
Regenter med titeln Thakur.
- 1815 - 1854 : Sutes Ram
- 1854 - 1856 : Paras Ram
- 1856 - 1883 : Ram Singh
- 1883 - 1918 : Ramsaran Singh
- 1918 - 1947 : Raghunath Singh